# Ischiolepta oedopoda
Ischiolepta oedopoda är en tvåvingeart som beskrevs av Papp 1972. Ischiolepta oedopoda ingår i släktet Ischiolepta och familjen hoppflugor. Inga underarter finns listade i Catalogue of Life.